# Oostzeeharing

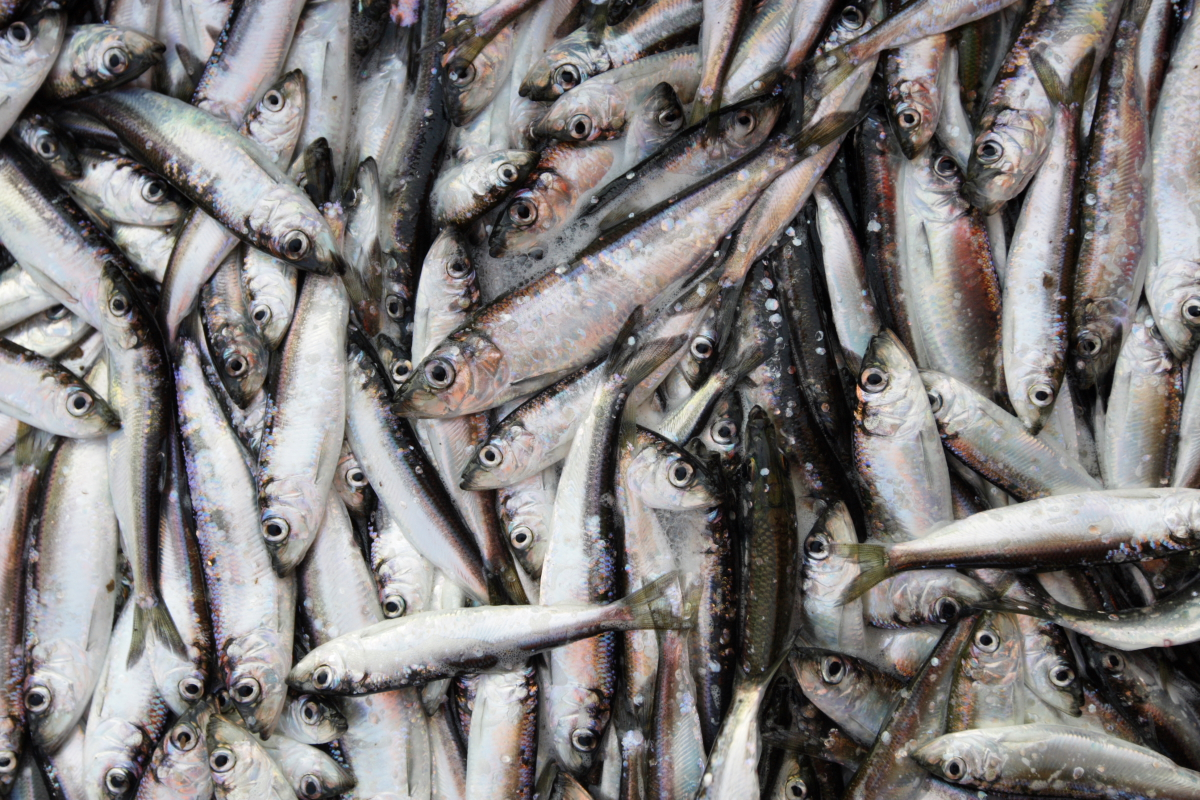

De oostzeeharing,  Baltische haring of stromeling (Clupea harengus membras) is een haringondersoort die voortkomt in de noordelijke Atlantische Oceaan en de Oostzee. Het is een ondersoort van Clupea harengus.
In Scandinavië wordt veel tunnbröd met oostzeeharing gegeten. Surströmming is een Zweeds gerecht dat van oostzeeharing wordt gemaakt. Ook in Finland wordt volop oostzeeharing gegeten. De oostzeeharing behoort in beide landen tot de meest voorkomende vissoorten.
Jaarlijks wordt in Helsinki het Oostzeeharingfestival gehouden.
Sinds 2007 is de oostzeeharing de nationale vis van Estland.

## Namen

### Nederlands
Stromeling is een weinig gebruikte naam. Meestal wordt van Oostzeeharing of Baltische haring gesproken.